# Federschmuck

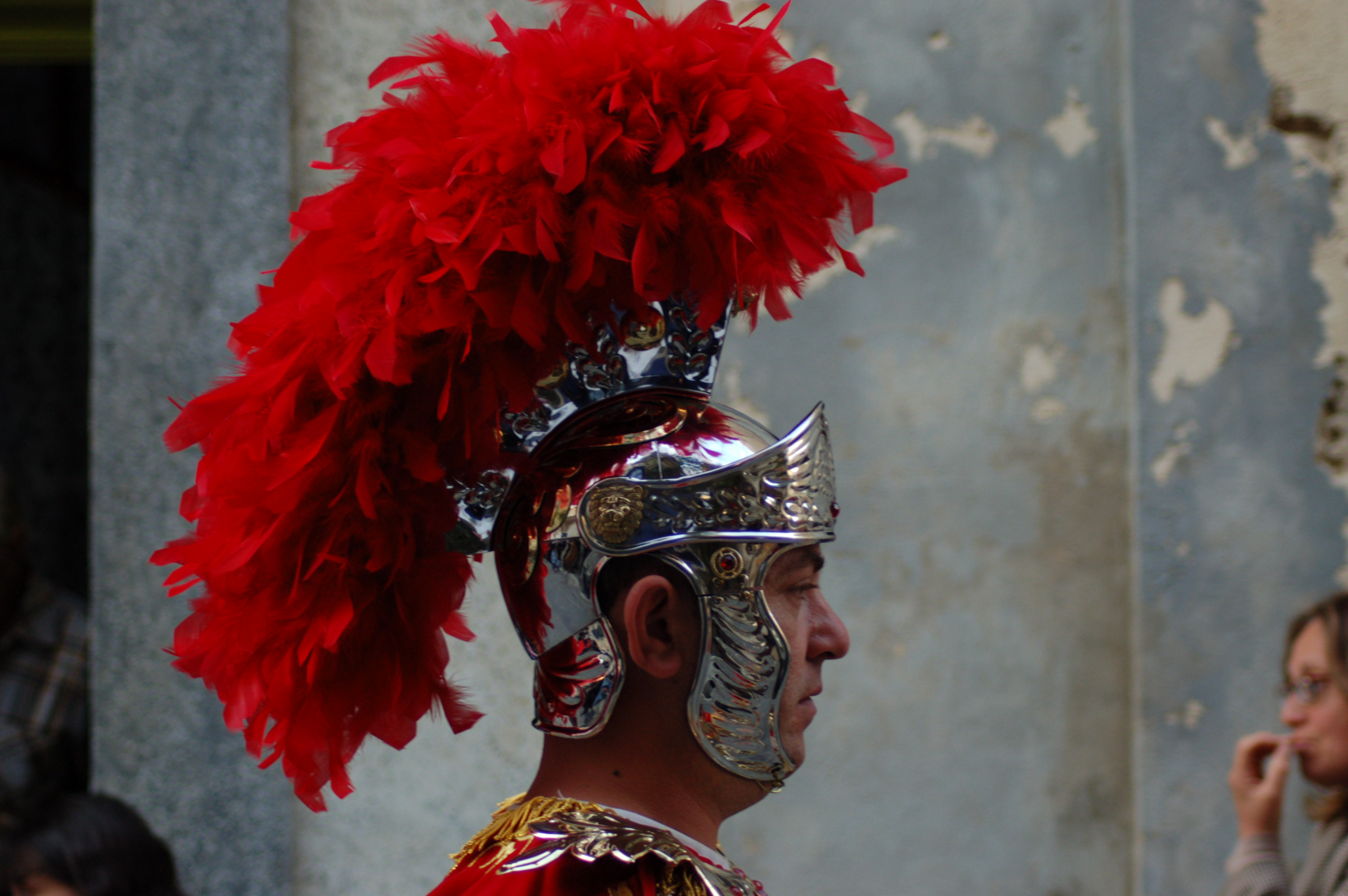
Nachbildung eines römischen Legionärshelmes (Requisite für die Passionsspiele in Naxxar, Malta 2007)

Als Federschmuck bezeichnet man die Verwendung von Vogelfedern an Kleidungsstücken, insbesondere an Kopfbedeckungen oder auch direkt im Kopfhaar.
Es ist anzunehmen, dass Federn aufgrund ihrer ästhetischen Formen und Farben sowie ihrer Seltenheit seit jeher eine besondere Wertschätzung genossen und daher gern als Schmuck verwendet wurden. In vielen rezenten Kulturen werden Federn verwendet, wobei ihre Bedeutung von der reinen Zierde (Federboa, Hutfeder u. ä.) über symbolische Aspekte (etwa die Adlerfedern als Tapferkeitssymbol bei vielen nordamerikanischen Indianerstämmen oder die ʻahu ʻula genannten Herrschaftsmäntel Hawaiis) bis hin zu mythologisch-religiösen Vorstellungen (zum Beispiel Federn an Schamanenkostümen) reicht.
(siehe auch: Federn in Mythologie, Brauchtum und Heraldik)

## Europa
In der Damenbekleidung fanden Federn als Hutschmuck und als Federboa Verwendung. Um 1900 verwendete man dafür den eigentlich für verschiedene Bestandteile der Trauerkleidung genutzten Begriff Pleureuse.

### Federschmuck beim Militär

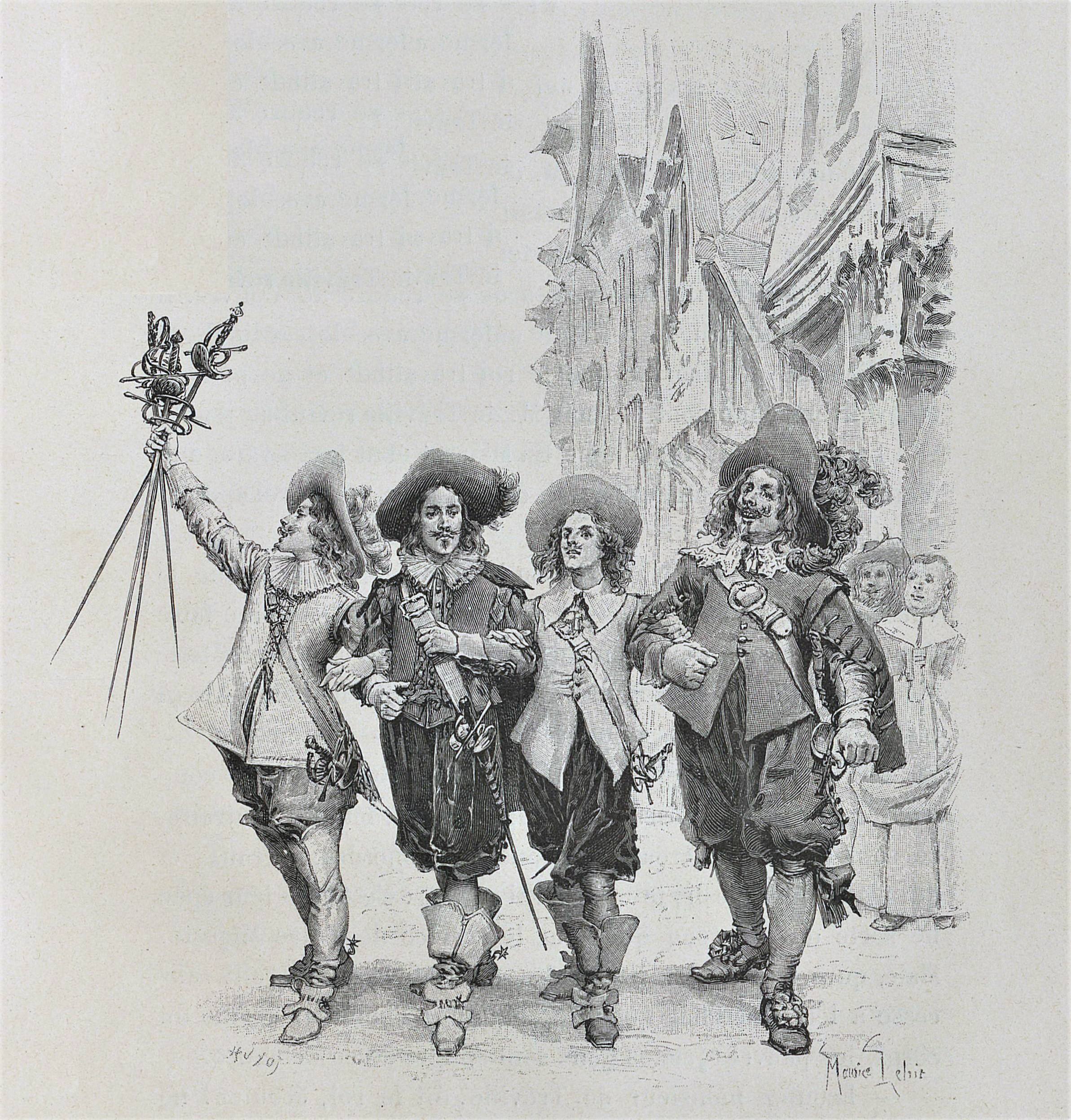
Musketiere der Garde, Frankreich um 1660

In der Antike wurden Federn oft als Schmuck an Helmen befestigt, jedoch ist die Verwendung ganzer präparierter Flügel (wie sie z. B. bei Asterix und Obelix regelmäßig dargestellt werden) eher unrealistisch. Als Besatz für den Helmkamm römischer Legionäre waren die Federn jedoch durchaus gebräuchlich.
Im Mittelalter entwickelte sich aus dem Federgestell der heraldische Flug.

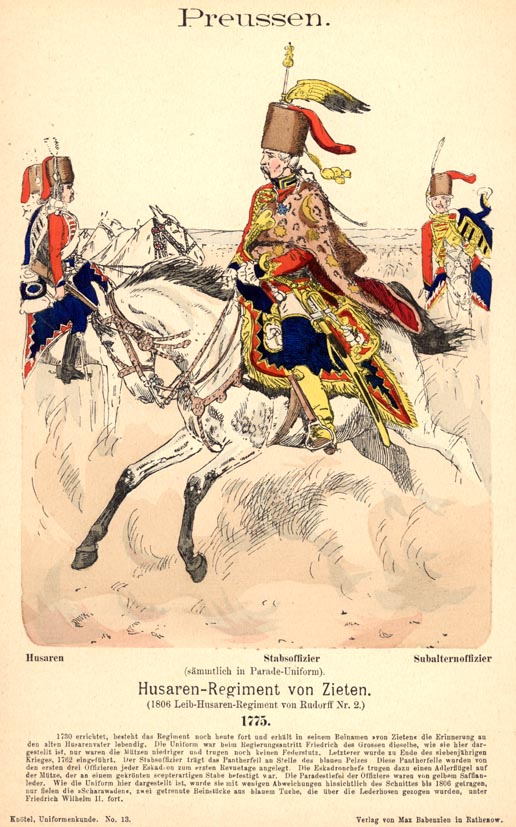
Ziethenhusar 1775

Die polnische Hussaria nutzte im 16. und 17. Jahrhundert am Rücken angebrachte künstliche Flügel mit Adlerfedern auch als Lärmwaffe. Die Hüte dieser Zeit waren oft mit Federn dekoriert: seitlich angesteckt oder als Besatz rund um den Hutrand. Reicher Hutschmuck unterstrich zunächst die Stellung des Trägers. Im Zuge der fortschreitenden Uniformierung wurde der Federschmuck zunehmend reglementiert und teilweise zum Rangabzeichen.
Im Spätmittelalter und in der Renaissance brachten die Landsknechte den Federschmuck an Helm und Hut wieder in Mode.
In manchen Streitkräften war der Federbusch am Hut herausgehobenen Truppengattungen vorbehalten, im friderizianischen Heer z. B. der Kavallerie – sehr zum Ärger der Reitenden Artillerie, denen dieses Uniformmerkmal trotz ihres Status als berittene Truppe verwehrt blieb.
Die im 18. Jahrhundert aufgestellten Hochland-Regimenter der British Army trugen dicht mit Straußenfedern besetzte Mützen, wie sie von den Dudelsackpfeifern schottischer Verbände heute noch zur Paradeuniform getragen werden.

Tschako und Helm verdrängten den Hut als militärische Kopfbedeckung zwar weitgehend, doch der Stutz blieb, auch wenn aus modischen bzw. finanziellen Gründen zunehmend Pelz, Rosshaar oder Wolle dafür verwendet wurde.

## Außereuropäische Kulturen

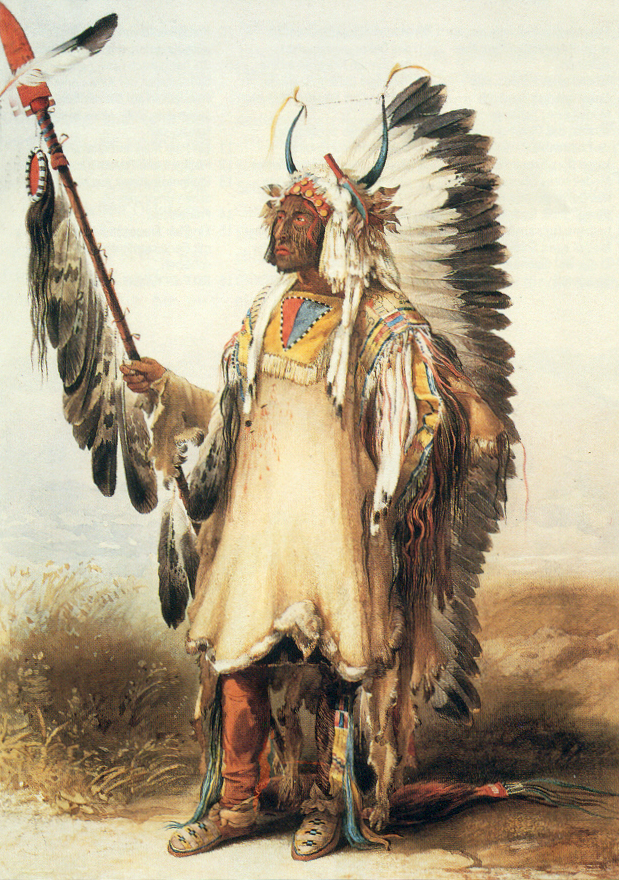
Warbonnet eines nordamerikanischen Häuptlings

Federschmuck findet sich in irgendeiner Weise bei praktisch allen Kulturen weltweit (siehe Beispiele in der Galerie). Besonders ausgeprägt ist der Brauch in beiden Amerikas sowie in Ozeanien. Einzelne Federn, aber auch ganze Bälge und Flügel, werden zumeist auf einer textilen oder ledernen Unterlage aufgeklebt, aufgenäht oder eingeknüpft. Dabei entstehen kleine Schmuckstücke – wie Gesichtsschmuck oder Diademe – bis hin zu den großen Federhauben der Prärieindianer oder indigener Völker Südamerikas oder Federumhängen, wie sie von den Hawaiiern, peruanischen und brasilianischen Völkern, einigen Ethnien Kaliforniens oder den Azteken bekannt sind. Letztere stellten ausgesprochen filigrane Federmosaike mit abstrakten und gegenständlichen Motiven her, indem sie die Federn oder Teile davon schuppenartig auf „Agavenpapier“ aufklebten.
Obwohl sich nicht alle der Indianer Nordamerikas mit Federn schmückten, wurde das Warbonnet durch zahlreiche Wild-West-Filme sowie die panindianische Bewegung zum angeblich charakteristisch indianischen Kopfschmuck stilisiert. Doch auch schon früher galten die Federn des Adlers über die meisten Stammesgrenzen hinweg als heilig, da der Adler zu den Totemtieren fast aller Völker gehörte. Neben den Federhauben wurden sie einzeln oder in begrenzter Anzahl an Stirnbändern oder am Haar befestigt als Tapferkeitssymbole getragen. Zudem schmückten sie Rasseln, Schilde, Pfeifen, Körbe, Gebetsstöcke, Tanzkostüme, Tipis und vieles mehr. Einige Stämme erhöhten den Informationswert der Adlerfedern durch Färben oder Beschneiden zu ganz bestimmten Formen.
Ein aufwändig gestalteter Federschmuck gehört zur Herrscherikonographie der Maya (siehe Copán, Piedras Negras, Bonampak u. a.). Im Militärwesen der Azteken hingegen stellten die sogenannten Adlerkrieger eine mit Federn reich geschmückte Truppengattung. Bekannt ist zudem der als Federkrone Moctezumas bekannte aztekische Kopfschmuck, der vermutlich einen Priester zierte.
Ebenfalls tragen etliche indigene Völker Amazoniens Federkronen; häufig mit Papageienfedern.
Weniger bekannt, aber ebenso aufwändig und „üppig“ hergestellt sind die Federkronen einiger Papua aus Neuguinea; etwa bei den Huli aus den Federn der farbenprächtigen Paradiesvögel.

## Galerie
Beispiele für ethnische Verwendungen von Federschmuck

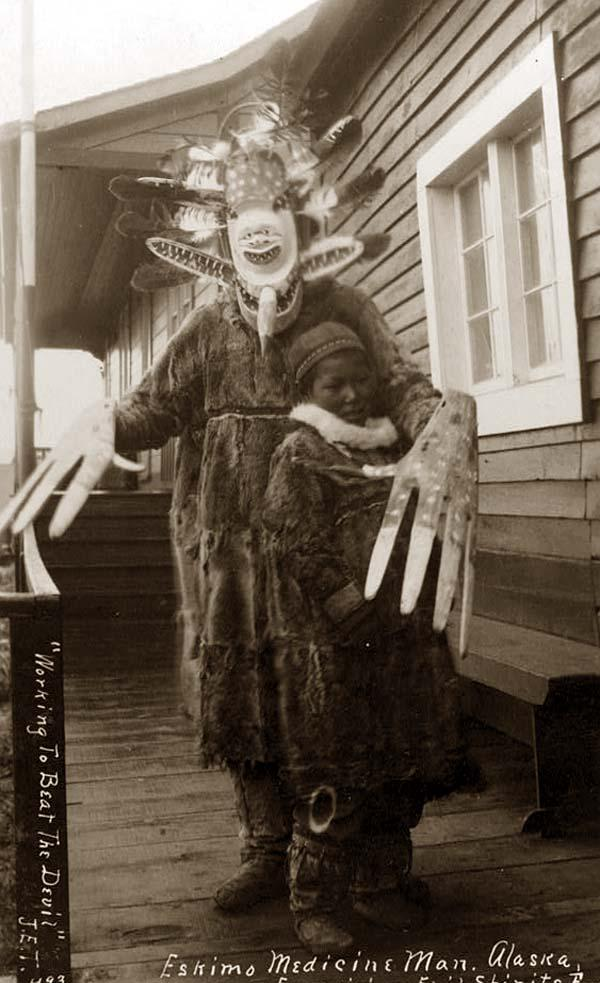
Medizinmann der Inuit
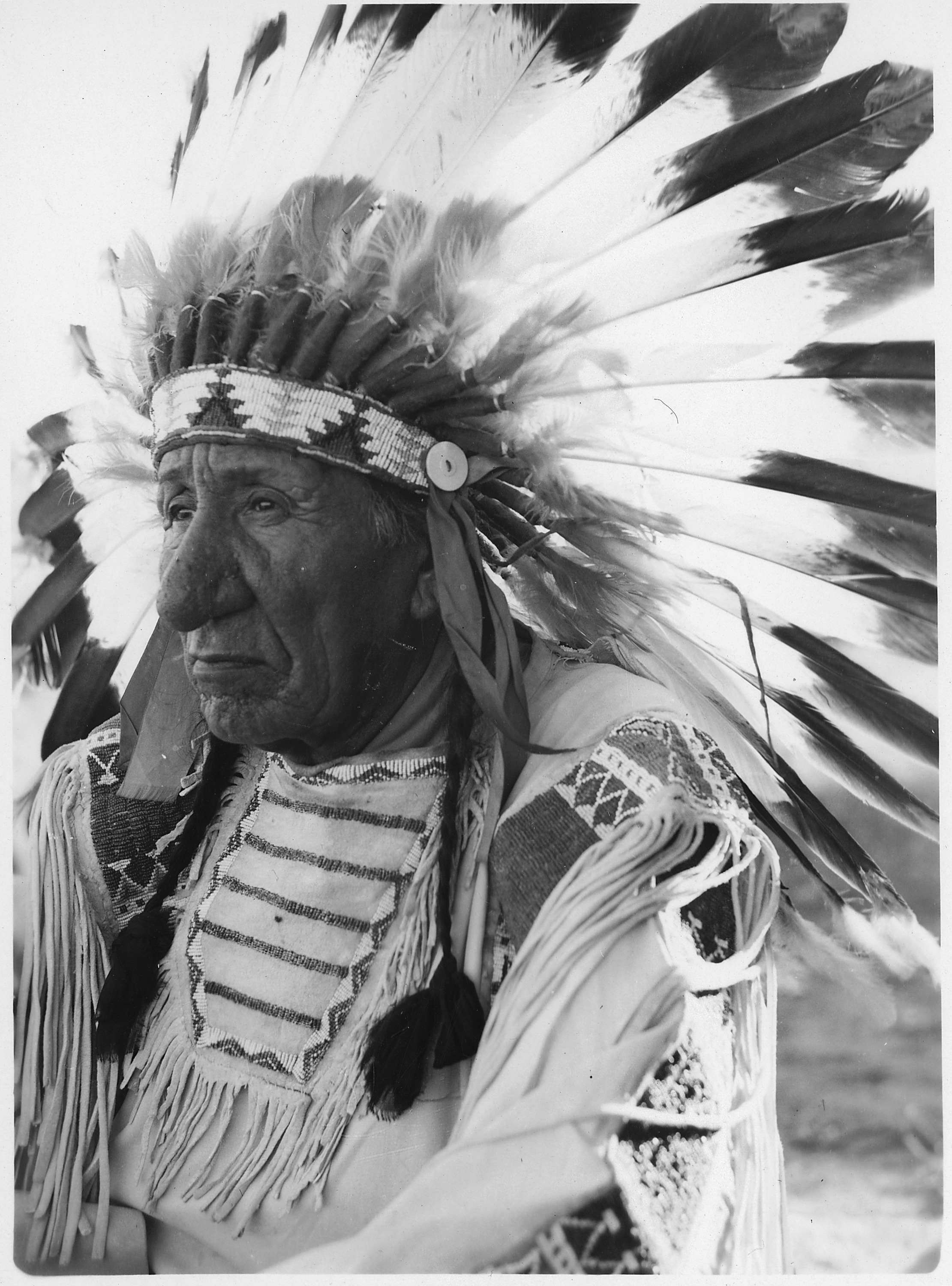
Häuptling Red Cloud mit Federhaube
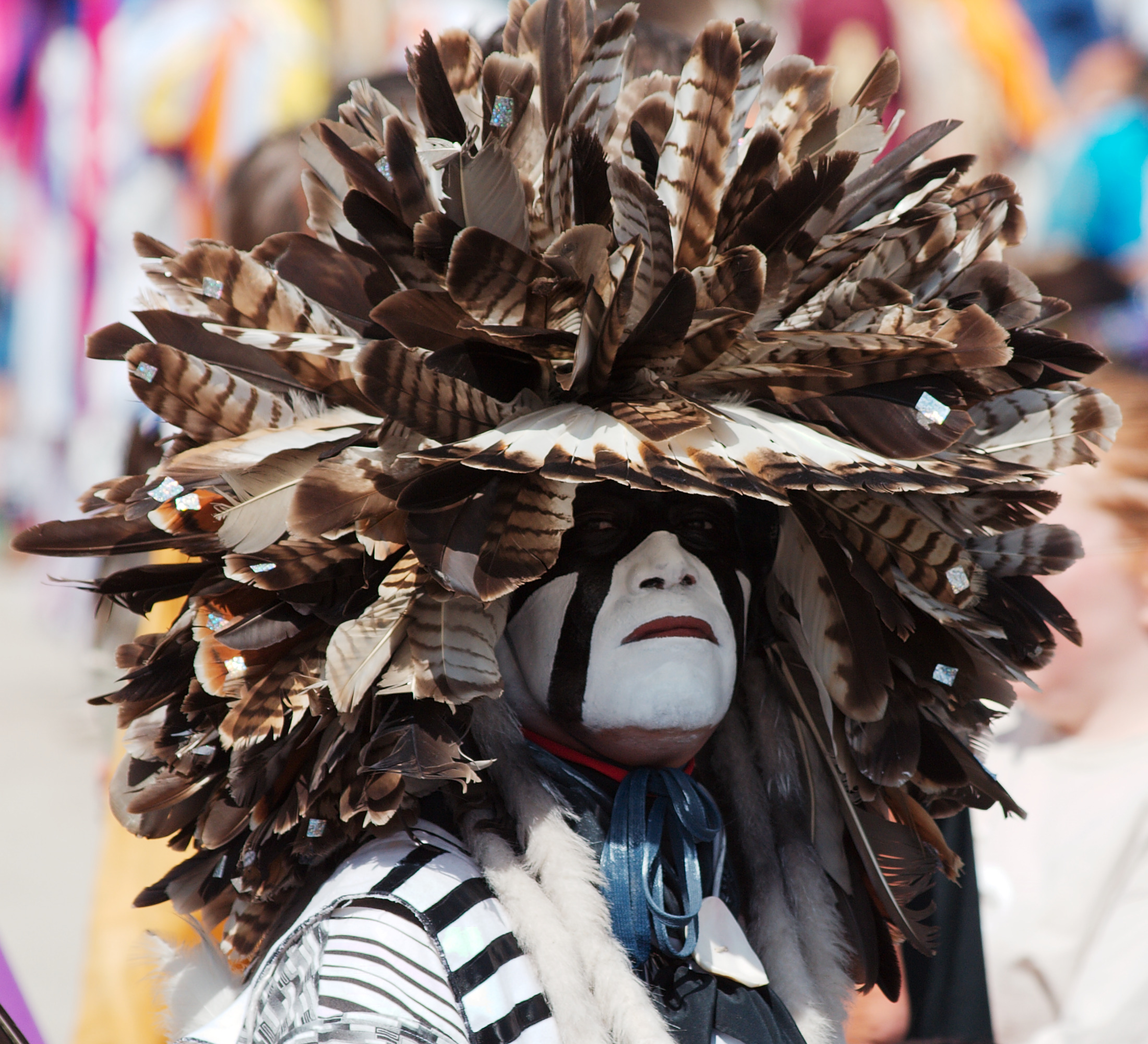
Moderne Powwow-Version des Kopfschmucks eines Cheyenne-Dog-Soldiers
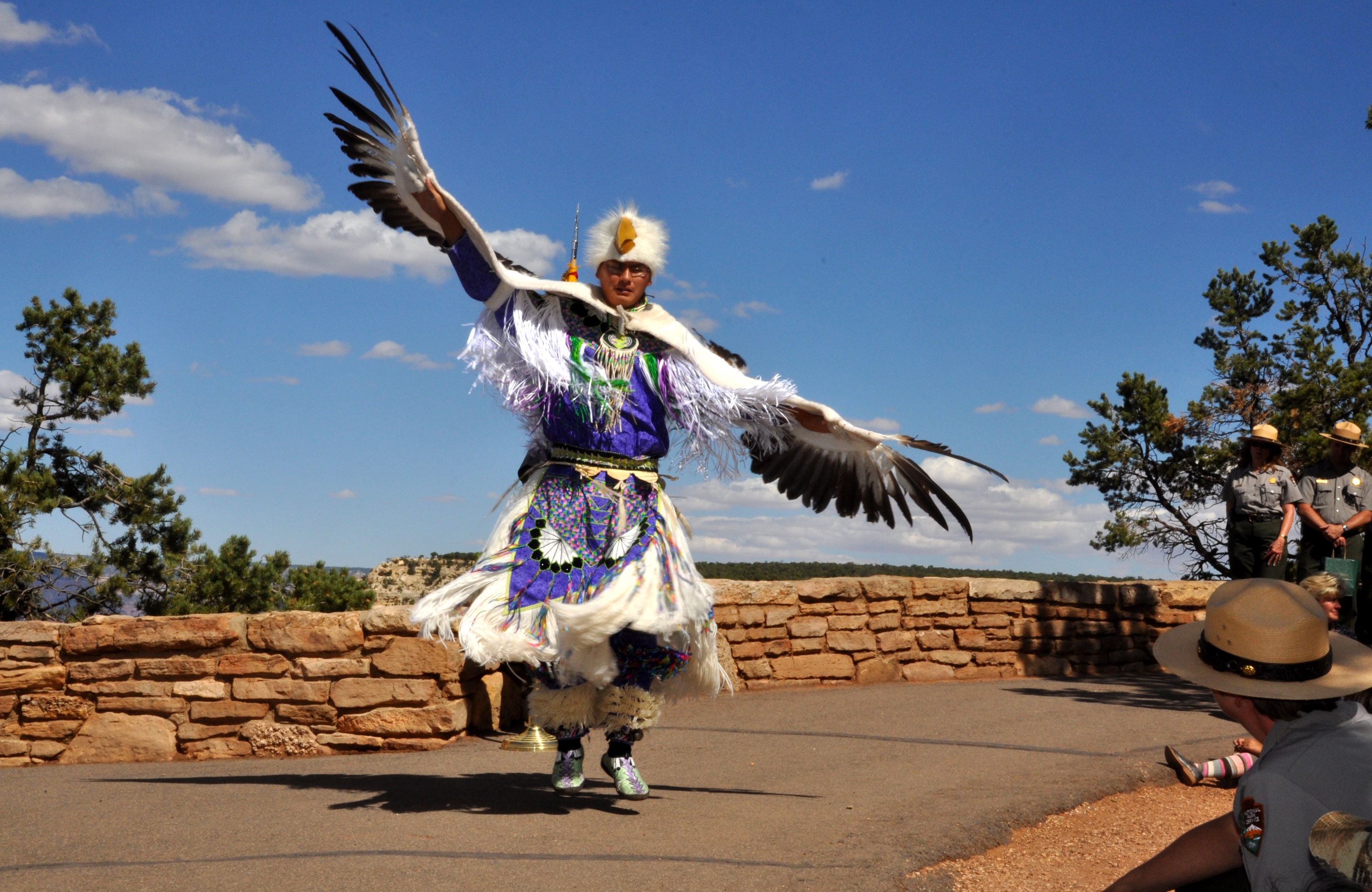
Adlertänzer der Navajo
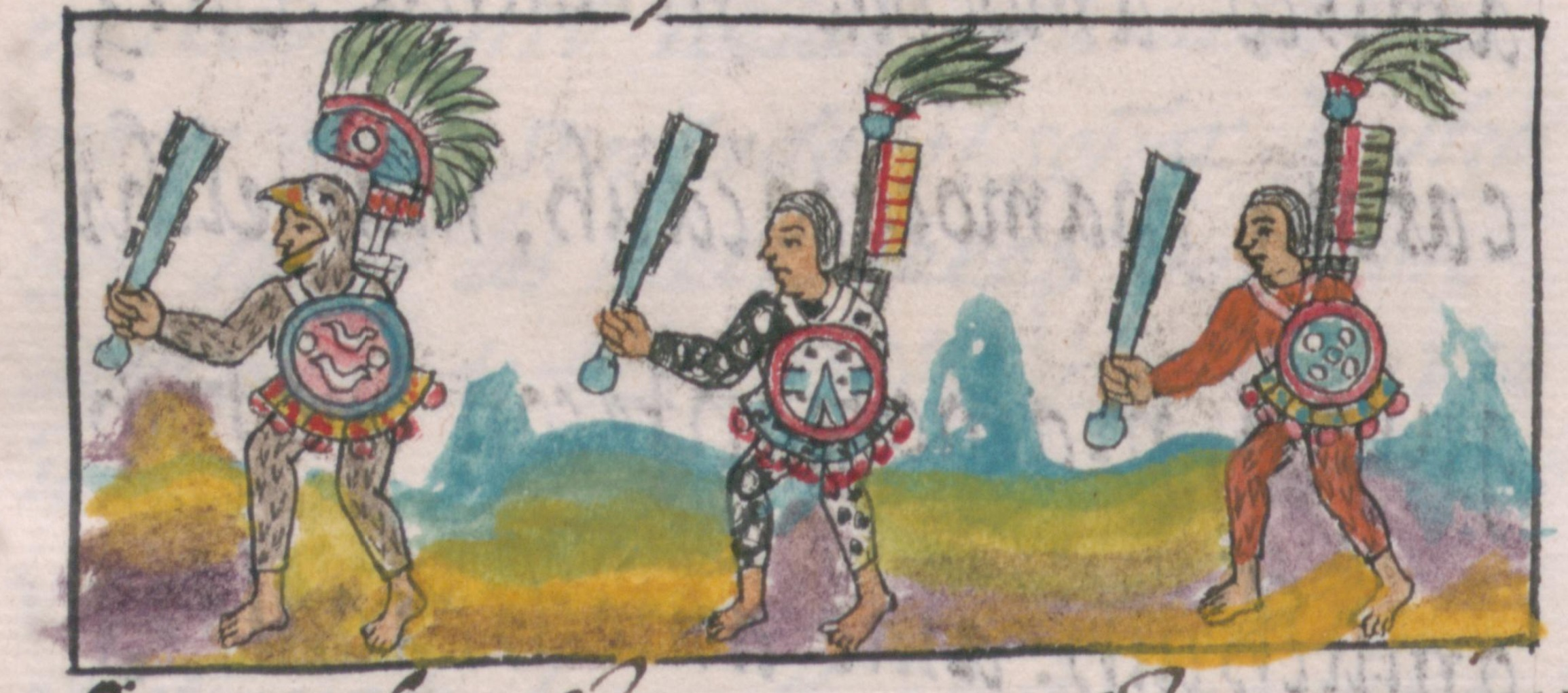
Aztekische Adlerkrieger
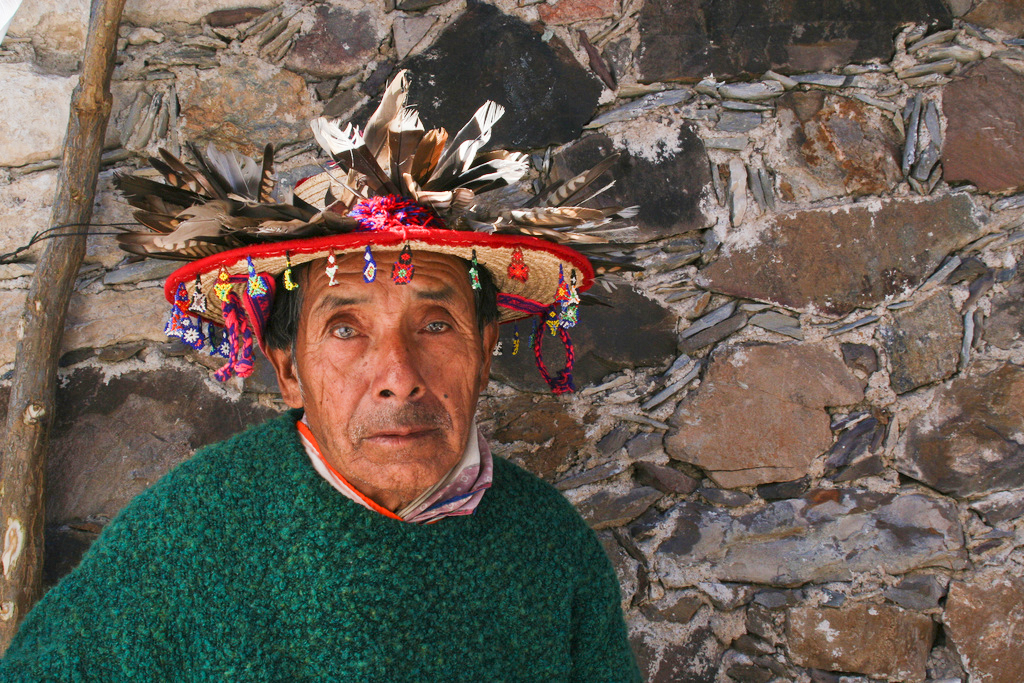
Huichol-Schamane mit Federschmuck am Hut
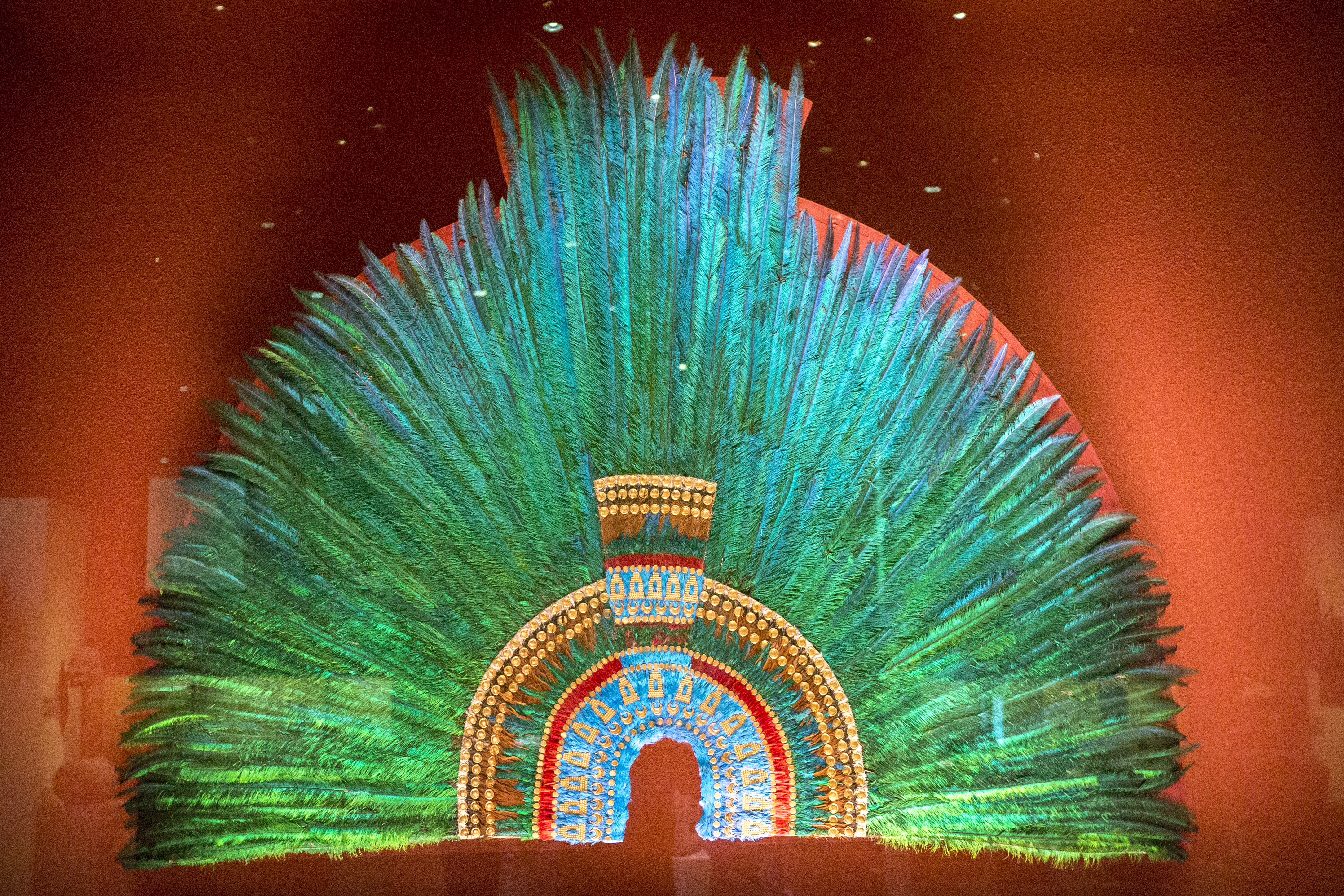
Angebliche Federkrone Moctezuma II.
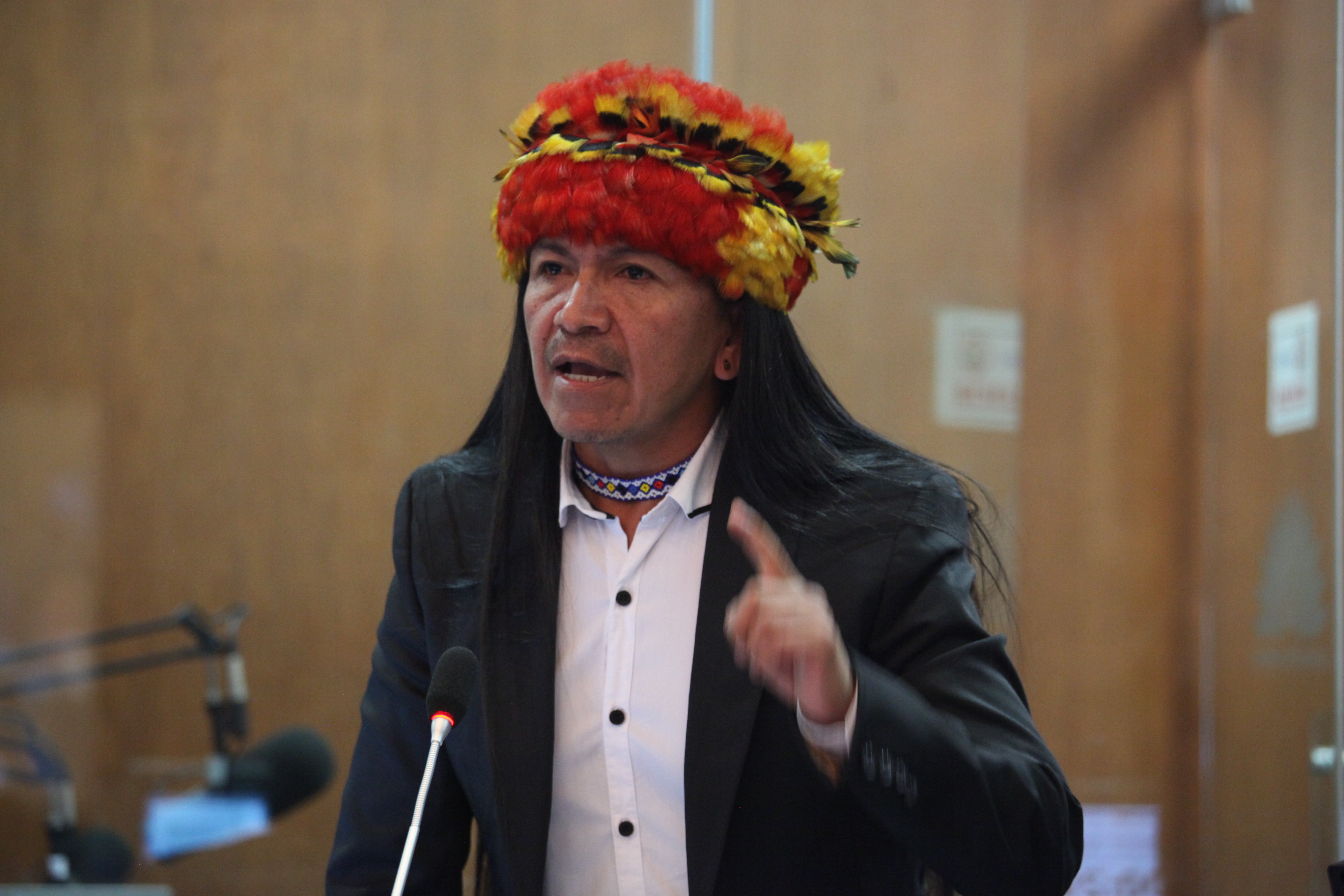
Shuar aus Ecuador mit typischem Federschmuck
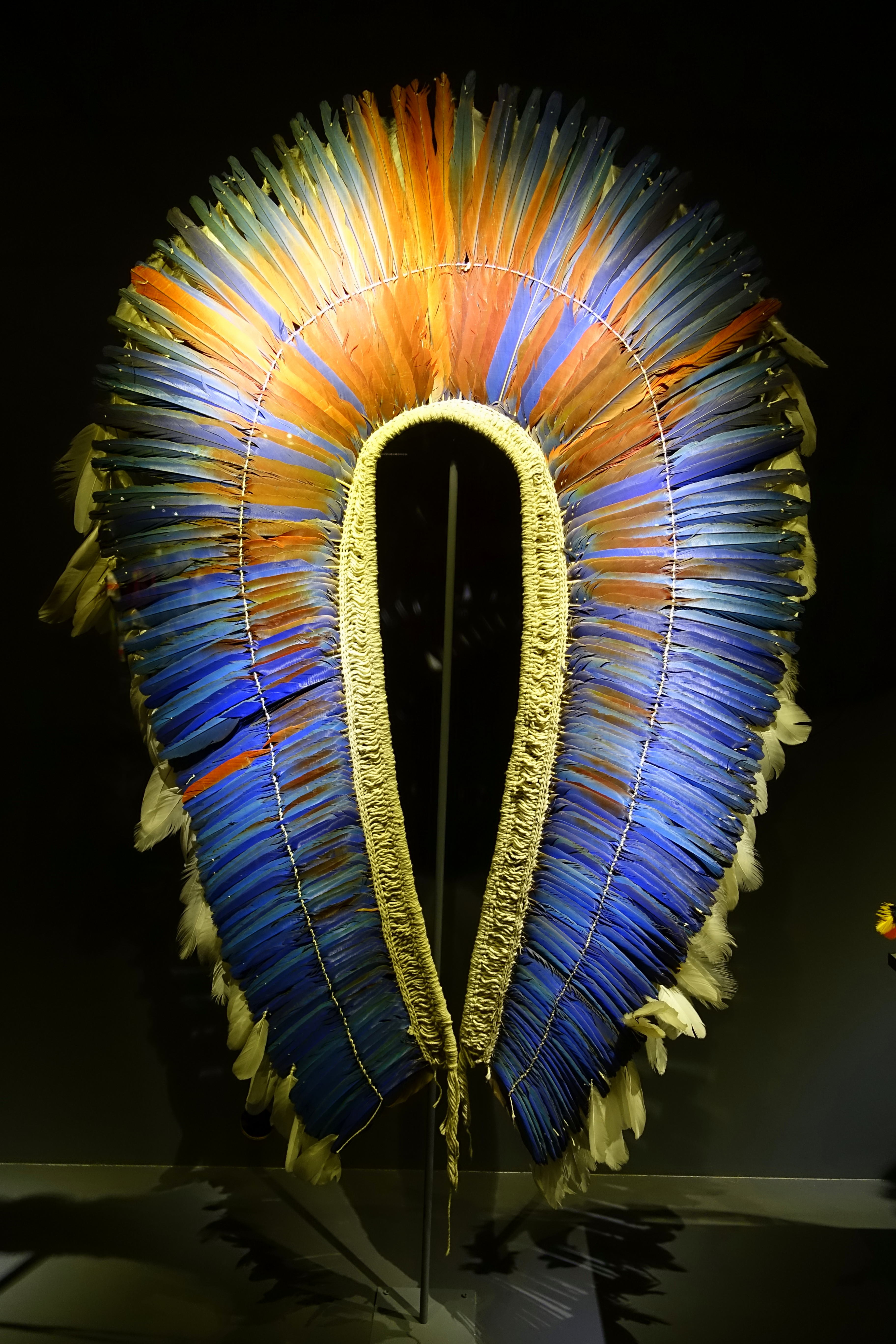
Kayapo-Kopfschmuck, Brasilien
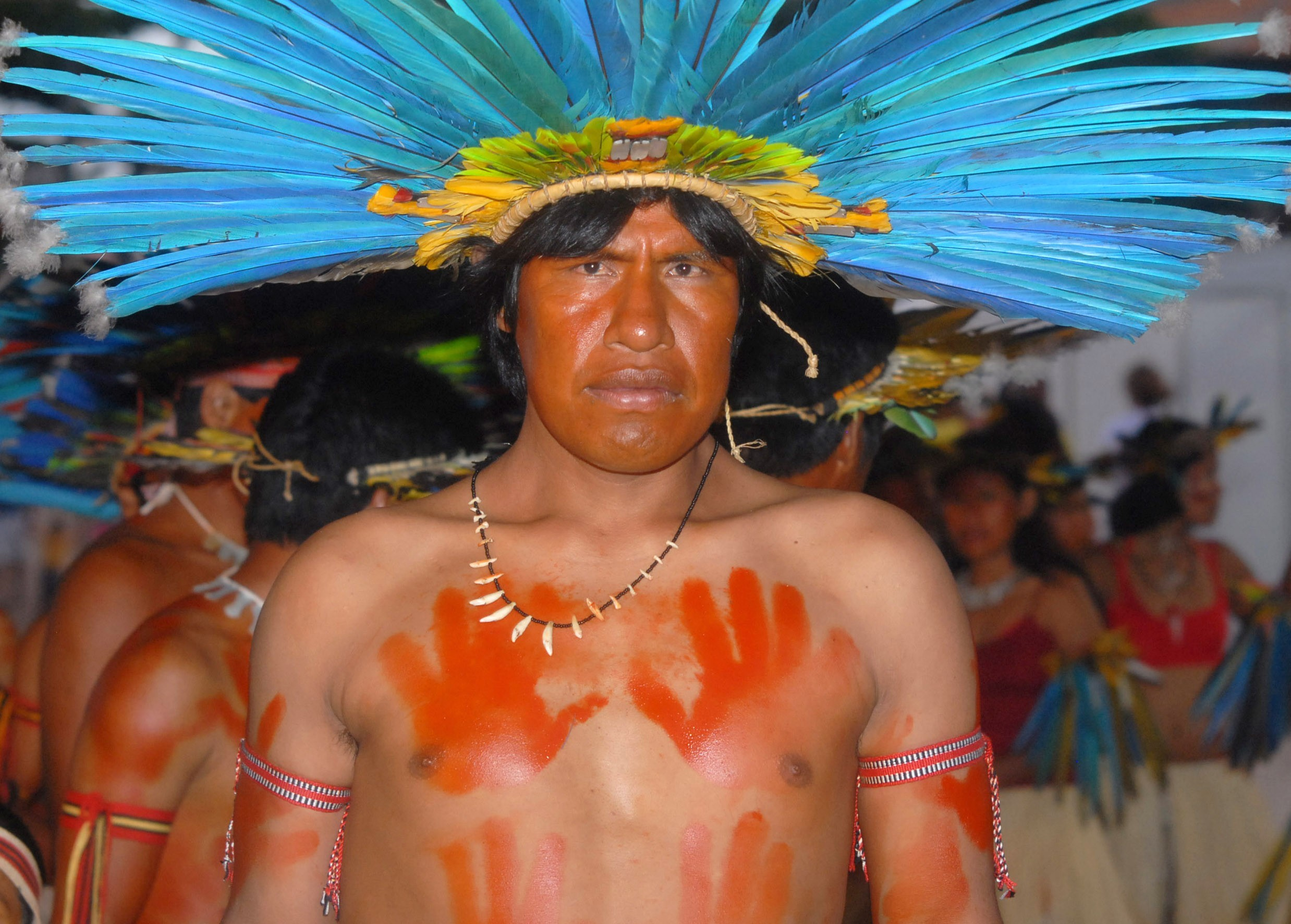
Bororo aus Brasilien
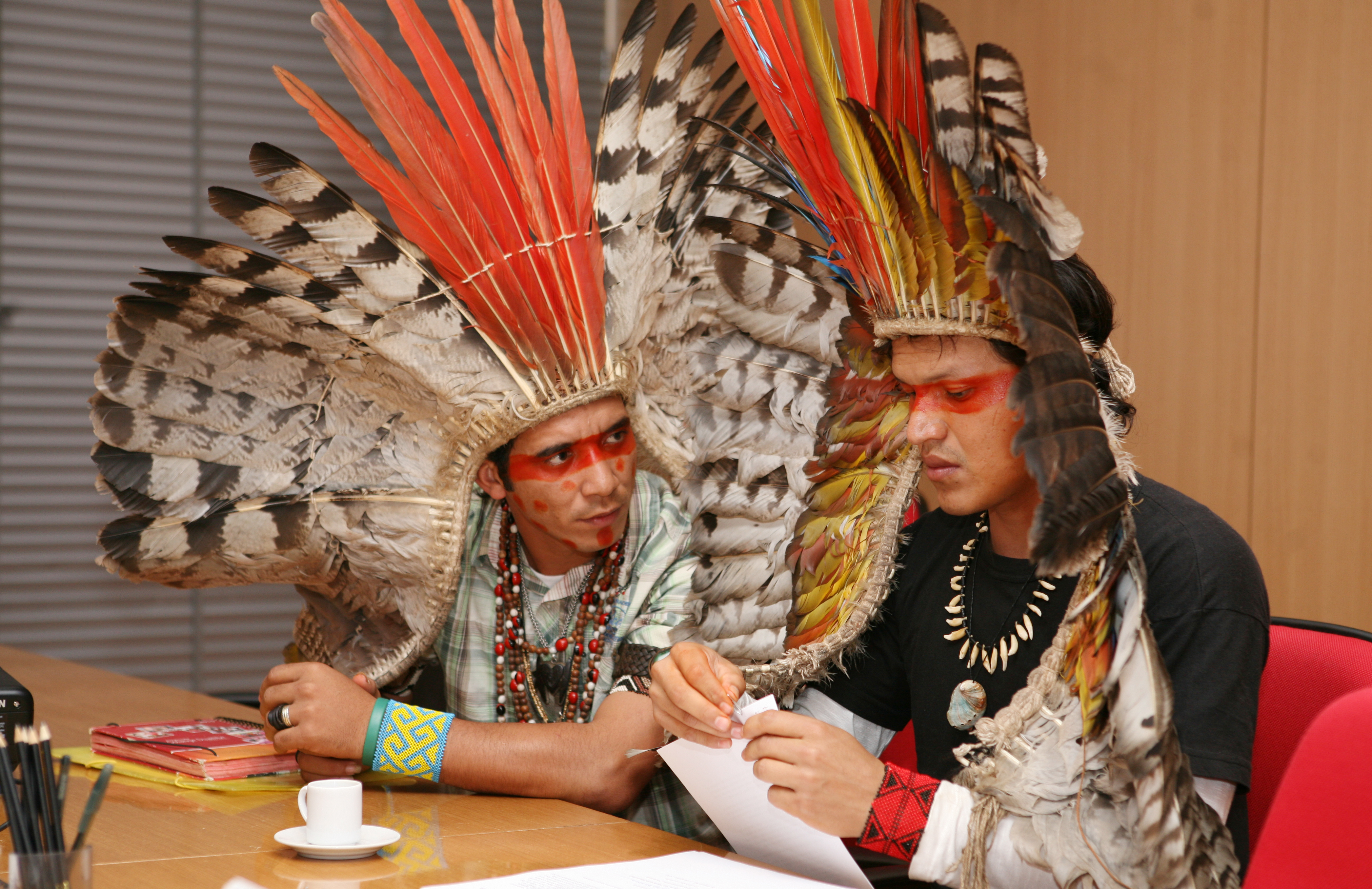
Vertreter der Huni Kuin aus Brasilien
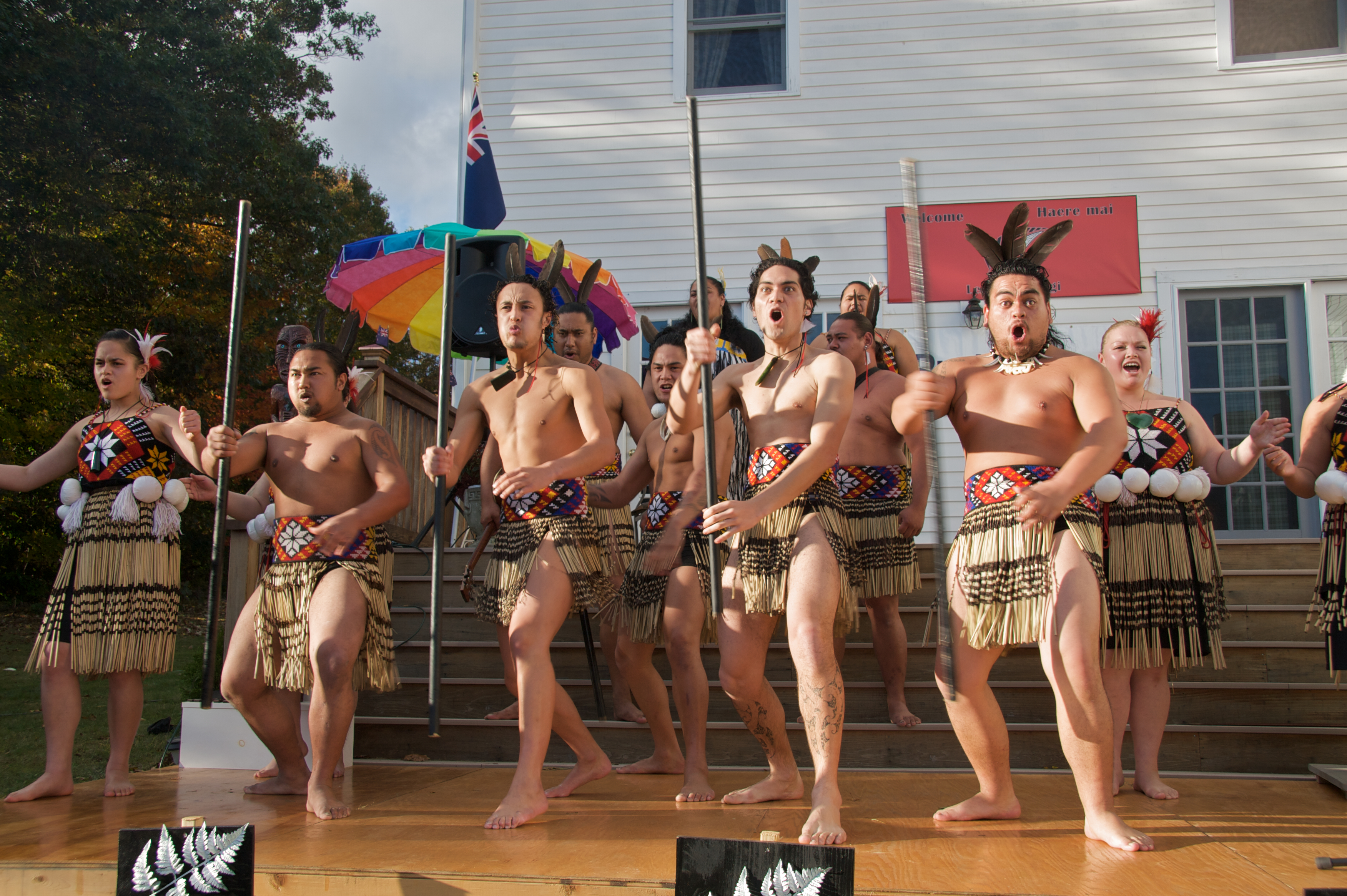
Māori-Tänzer aus Neuseeland
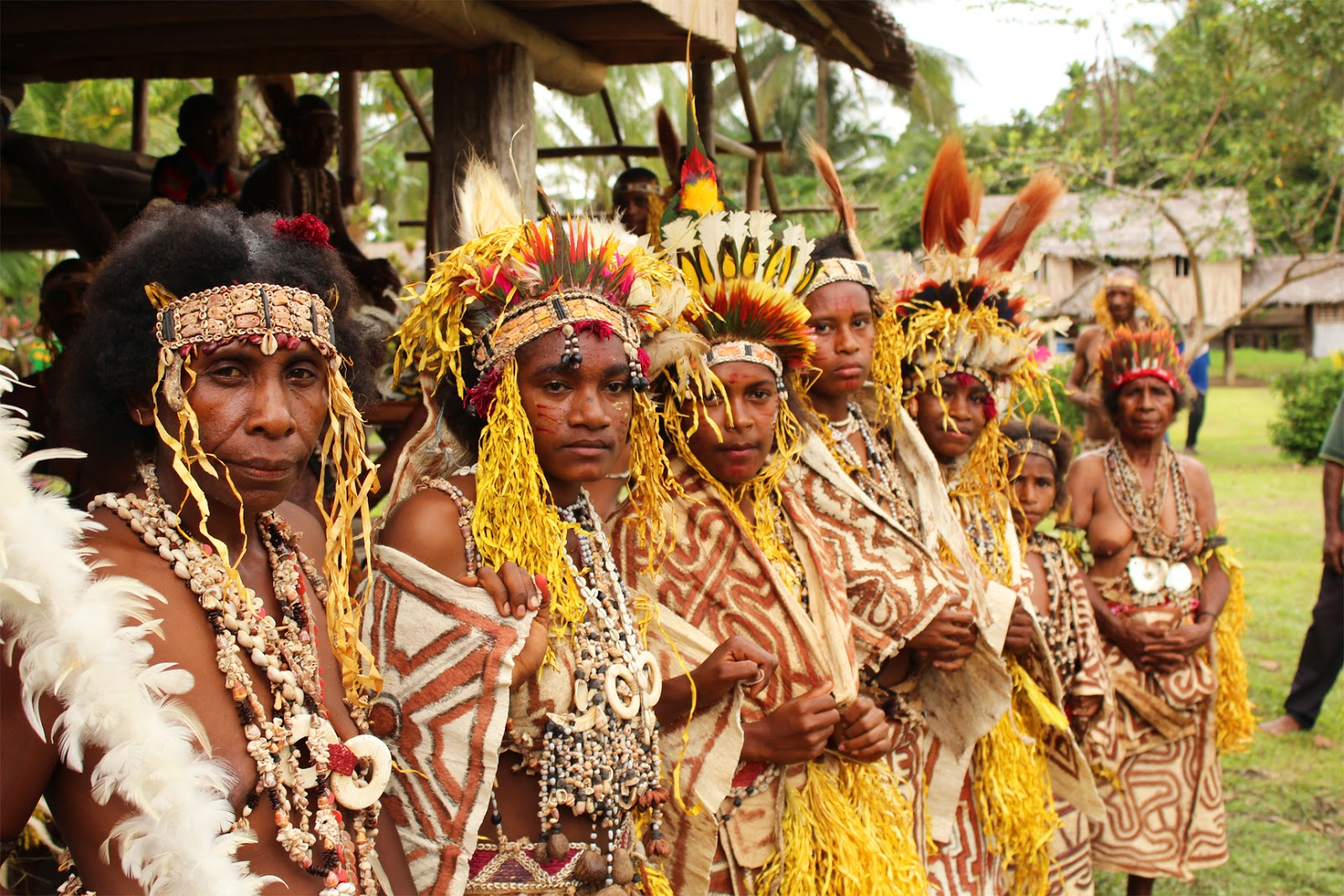
Gruppe Orokaiva aus Neuguinea
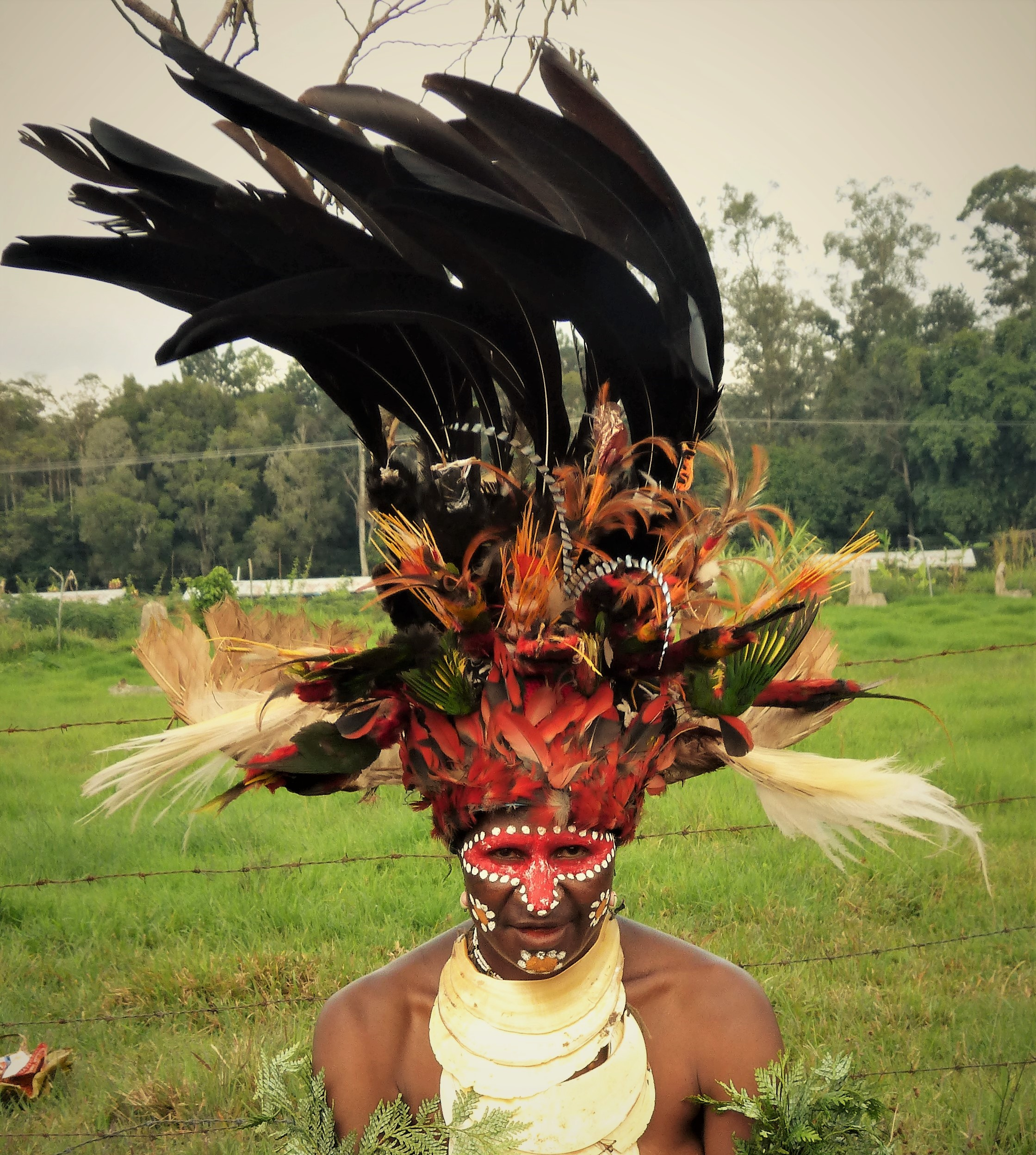
Papua mit großer Federkrone
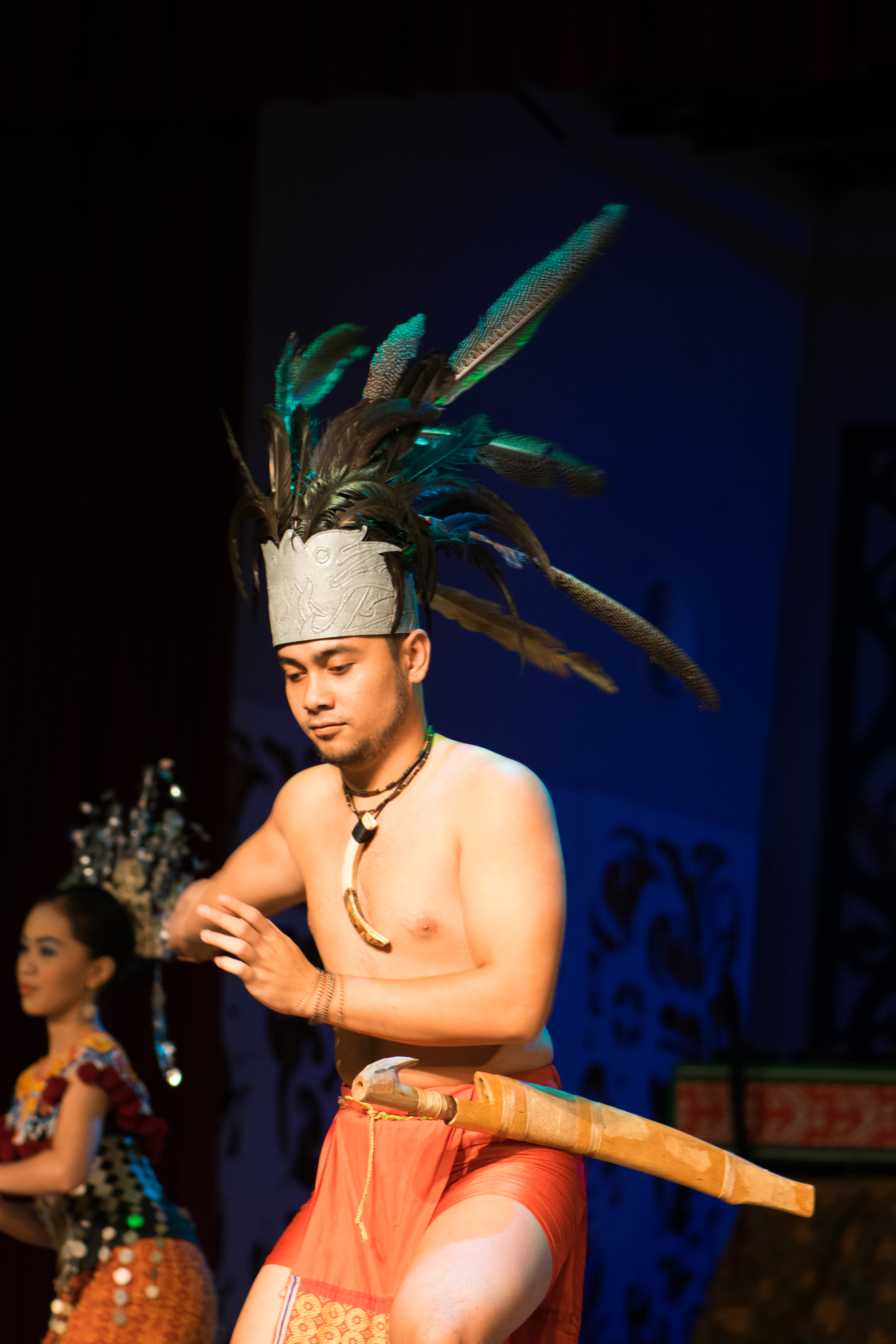
Indigener Tänzer aus Sarawak
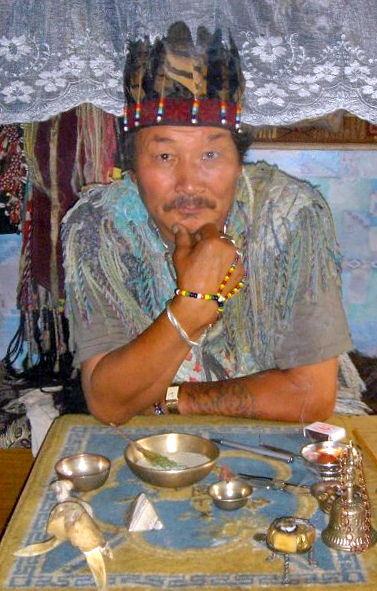
Tuwinischer Schamane
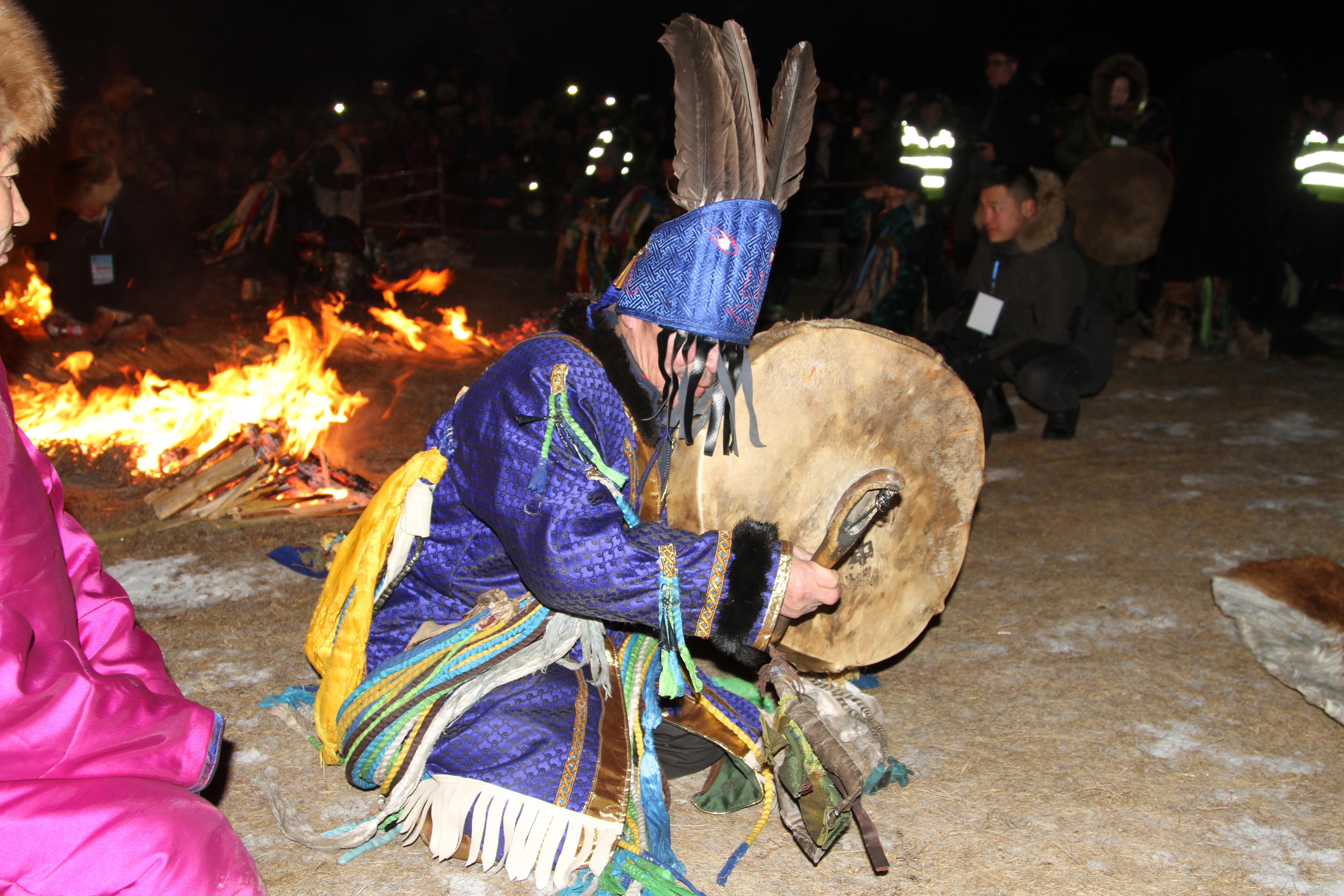
Mongolischer Schamane
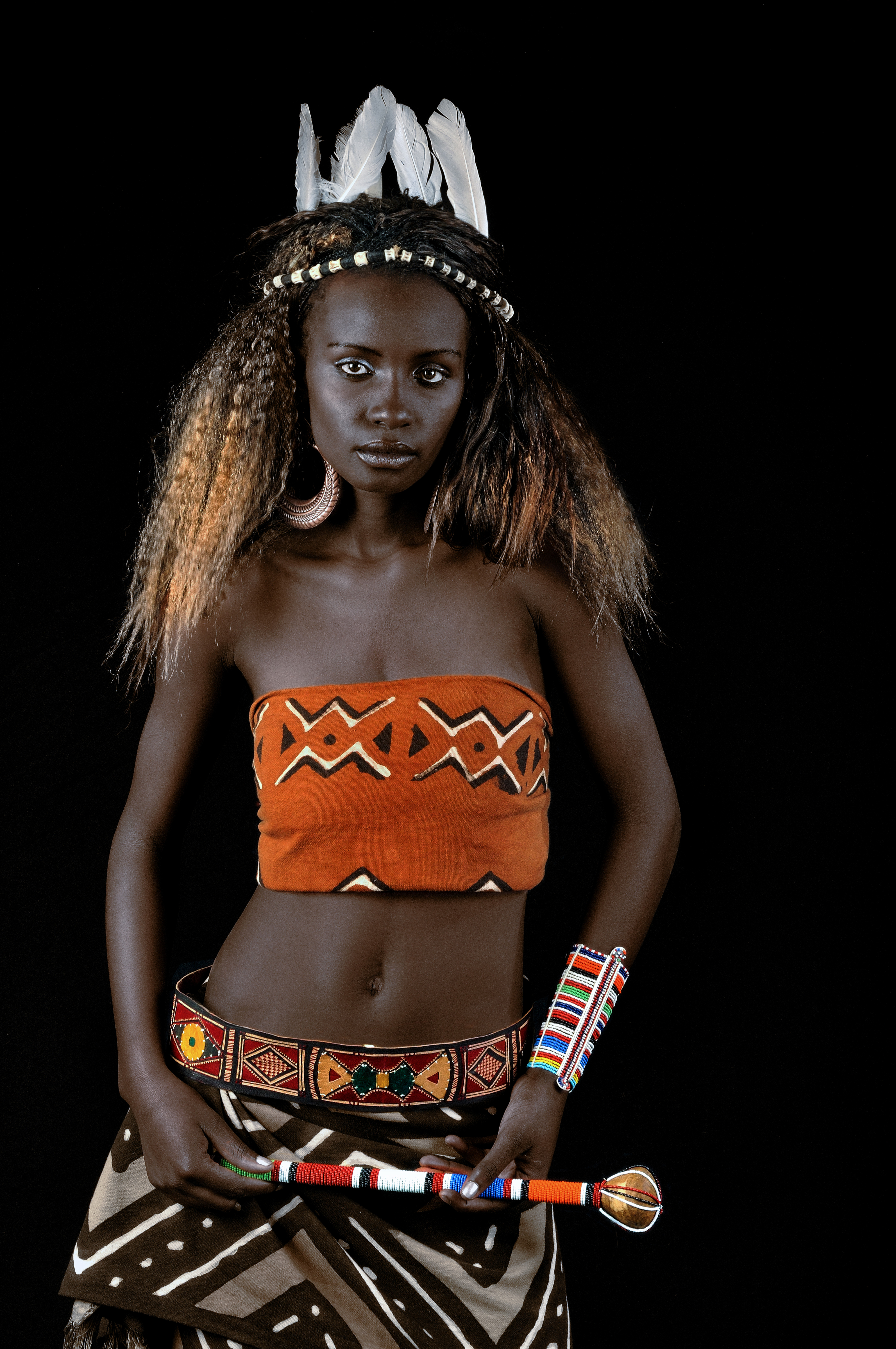
Massai-Modell mit improvisiertem Federschmuck